# NGC 7289
NGC 7289 ist eine linsenförmige Galaxie vom Hubble-Typ S0 im Sternbild Südlicher Fisch am Südsternhimmel. Sie ist schätzungsweise 379 Millionen Lichtjahre von der Milchstraße entfernt.
Das Objekt wurde am 25. September 1834 von John Herschel entdeckt.